# Струбно
Струбно (пол. Strubno, нім. Straubendorf) — село в Польщі, у гміні Плоскіня Браневського повіту Вармінсько-Мазурського воєводства.
Населення — 198 осіб (2011).
У 1975-1998 роках село належало до Ельблонзького воєводства.

## Демографія
Демографічна структура станом на 31 березня 2011 року:
|          | Загалом | Допрацездатний вік | Працездатний вік | Постпрацездатний вік |
| -------- | ------- | ------------------ | ---------------- | -------------------- |
| Чоловіки | 99      | 27                 | 61               | 11                   |
| Жінки    | 99      | 28                 | 52               | 19                   |
| Разом    | 198     | 55                 | 113              | 30                   |